# Phyllanthus flagellaris
Phyllanthus flagellaris är en emblikaväxtart som beskrevs av George Bentham. Phyllanthus flagellaris ingår i släktet Phyllanthus och familjen emblikaväxter. Inga underarter finns listade i Catalogue of Life.